# إدارة أسماء نطاق الانترنت

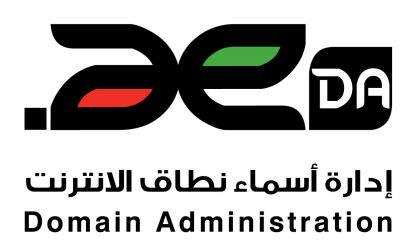
شعار إدارة أسماء نطاق الانترنت

تأسست إدارة أسماء نطاق الانترنت aeDA سنة 2007 من قبل الهيئة العامة لتنظيم قطاع الاتصالات كمنظم ومشغل التسجيل لإسم النطاق .ae و .امارات
تتولى إدارة أسماء نطاق الانترنت مسؤولية ضبط وتنفيذ جميع السياسات فيما يتعلق بتشغيل نطاق المستوى العلوي لرمز الدولة .ae و .إمارات بالإضافة إلى الإشراف على تشغيل نظام التسجيل.
تولى إدارة أسماء نطاق الانترنت مسؤولية ضبط وتنفيذ جميع السياسات فيما يتعلق بتشغيل نطاق المستوى العلوي لرمز الدولة بالإضافة إلى الإشراف على تشغيل نظام التسجيل.
يتمثل دور إدارة أسماء نطاق الانترنت ae. في:
- تطوير وتنفيذ السياسة
- تنمية وتطوير وتسويق مساحات اسم النطاق دولة الإمارات العربية المتحدة
- اعتماد وإدارة مسجلي .ae و .امارات
- تثقيف الجمهور وتقديم وتعزيز أسماء النطاق لدولة الإمارات
- تسهيل سياسة فض النزاعات حول أسماء النطاق لدولة الإمارات
- تمثيل اسماءالنطاق لدولة الإمارات